# PubChem
PubChem – baza danych związków chemicznych zarządzana przez National Center for Biotechnology Information (NCBI), który jest częścią National Library of Medicine, który z kolei jest instytucją podległą United States National Institutes of Health (NIH). Baza powstała w 2004 r., a jej głównym celem jest przyspieszenie badań nad lekami poprzez obniżenie kosztów dostępu do informacji.
W bazie są gromadzone informacje o związkach chemicznych zawierających nie więcej niż 1000 atomów i nie więcej niż 1000 wiązań chemicznych. Dostęp do bazy jest bezpłatny poprzez ogólnie dostępną dla każdego stronę WWW. Istnieje też możliwość pobierania obszernych, wybranych fragmentów bazy danych poprzez FTP. Wyszukiwanie poprzez stronę WWW możliwe jest w trybie tekstowym lub poprzez wyszukiwarkę struktur chemicznych. Dane zawarte w PubChem Substance pochodzą od ponad 350 kontrybutorów (26 września 2015) z różnych krajów, którymi są zarówno firmy prywatne, jak i instytucje naukowe oraz agencje rządowe.

## American Chemical Society vs. PubChem
W 2005 roku Amerykańskie Towarzystwo Chemiczne próbowało wpłynąć na Kongres Stanów Zjednoczonych w celu zamknięcia lub też znacznego ograniczenia działalności PubChem, jako że baza ta jest utrzymywana z publicznych funduszy, a jednocześnie bezpośrednio konkuruje z komercyjnymi bazami danych, jak z należącym do ACS serwisem Chemical Abstracts (z którego pochodzi duża część dochodów tej organizacji).
14 lipca 2005 Senat Stanów Zjednoczonych opublikował raport, w którym wyraził silne poparcie dla PubChem, głównie podkreślając „podstawowy cel, którym jest maksymalizacja postępu naukowego”, przy czym zasugerował, aby NIH unikał „niepotrzebnej duplikacji oraz konkurowania z sektorem prywatnym”.

## Bazy danych
W listopadzie 2023 PubChem zawierał m.in. następujące informacje:
- PubChem Compound – 116 mln związków chemicznych,
- PubChem Substance – 310 mln substancji (mieszaniny, ekstrakty, związki kompleksowe),
- PubChem BioAssay – 1,6 mln rezultatów dotyczących aktywności biologicznej.